# Bistum Kiyinda-Mityana
Das Bistum Kiyinda-Mityana (lat.: Dioecesis Kiyindaensis-Mityanaensis) ist eine in Uganda gelegene römisch-katholische Diözese mit Sitz in Kiyinda.

## Geschichte
Das Bistum Kiyinda-Mityana wurde am 17. Juli 1981 durch Papst Johannes Paul II. mit der Apostolischen Konstitution Ut populi Dei aus Gebietsabtretungen des Erzbistums Kampala errichtet und diesem als Suffraganbistum unterstellt.
Der Schweizer Architekt Justus Dahinden plante 1964/1972 das Pilgerheiligtum Mityana Pilgrims’ Centre Shrine, das 1988, über zwei Jahrzehnte nach der Unabhängigkeit Ugandas vom Vereinigten Königreich, erbaut wurde.

## Bischöfe von Kiyinda-Mityana
- Emmanuel Wamala, 1981–1988, dann Koadjutorerzbischof von Kampala, Kardinal
- Joseph Mukwaya, 1988–2004
- Joseph Anthony Zziwa, seit 2004